# Allu Sirish
Allu Sirish (Chennai, 30 mei 1986) is een Indiaas acteur die met name in de Telugu filmindustrie actief is.

## Biografie
Hij had als kind een klein rolletje in Pratibandh (1990) waarin zijn oom Chiranjeevi de hoofdrol speelde. Hij maakte zijn debuut als volwassene met Gouravam (2013) en heeft onder andere in de films Kotha Janta (2014), Srirastu Subhamastu (2016) en Okka Kshanam (2017) gespeeld.
Sirish is de zoon van filmproducent Allu Aravind en de jongere broer van acteur Allu Arjun. Ook is hij de neef van acteurs Ram Charan, Varun Tej, Sai Dharam Tej, Panja Vaisshnav Tej en Niharika Konidela.

## Filmografie
| Jaar | Film                              | Rol                  | Opmerking         |
| ---- | --------------------------------- | -------------------- | ----------------- |
| 1990 | Pratibandh                        | jongetje met bloemen | Hindi film        |
| 2013 | Gouravam                          | Arjun                | Tamil-Telugu film |
| 2014 | Kotha Janta                       | Sirish               |                   |
| 2016 | Srirastu Subhamastu               | Sirish               |                   |
| 2017 | 1971: Beyond Borders              | Lt. Chinmay          | Malayalam film    |
| 2017 | Okka Kshanam                      | Jeeva                |                   |
| 2019 | ABCD: American Born Confused Desi | Arvind Prasad        |                   |
| 2022 | Urvasivo Rakshasivo               | Sree Kumar           |                   |
| 2024 | Buddy                             | Adithya Ram          |                   |